# Électrification du réseau ferré en Turquie
Les chemins de fer alimentés à l'électricité en Turquie représentaient moins de la moitié du réseau en 2020, mais l'objectif est d'en atteindre plus des trois quarts du rail d'ici 2023
En 2013, les lignes électrifiées atteignaient 2416 km. Il y a aussi 888 km de réseau de train à grande vitesse électrifié, ce qui fait 3304 km au total.

## Histoire
Les chemins de fer turcs ont lancé un plan d'électrification à partir de 1953. Le plan était d'abord d'électrifier d'importantes lignes de banlieue à Istanbul et à Ankara. La principale raison en était les nombreuses plaintes des citoyens vivant dans la ville concernant la pollution des locomotives à vapeur. Les chemins de fer ont choisi le système standard 25 kV 50 Hz AC pour s'électrifier. La première ligne à être électrifiée était la ligne Sirkeci - Halkalı sur le chemin de fer de banlieue d'Istanbul . Trois locomotives électriques ont été commandées à Alstom et Jeumont-Schneider en France ainsi que plusieurs ensembles d'unités multiples . Le train électrique a commencé à fonctionner le 4 décembre 1955. L'électrification a suscité de nombreuses réactions positives parmi la population. En 1969, la TCDD a électrifié la partie Haydarpaşa – Gebze du chemin de fer de banlieue à Istanbul. Plusieurs autres ensembles d'emus E8000 ont été commandés ainsi que 15 locomotives électriques E40000 pour répondre aux exigences du chemin de fer. Le chemin de fer de banlieue d'Ankara a été électrifié en 1972 et de toutes nouvelles unités multiples E14000 ont été commandées.

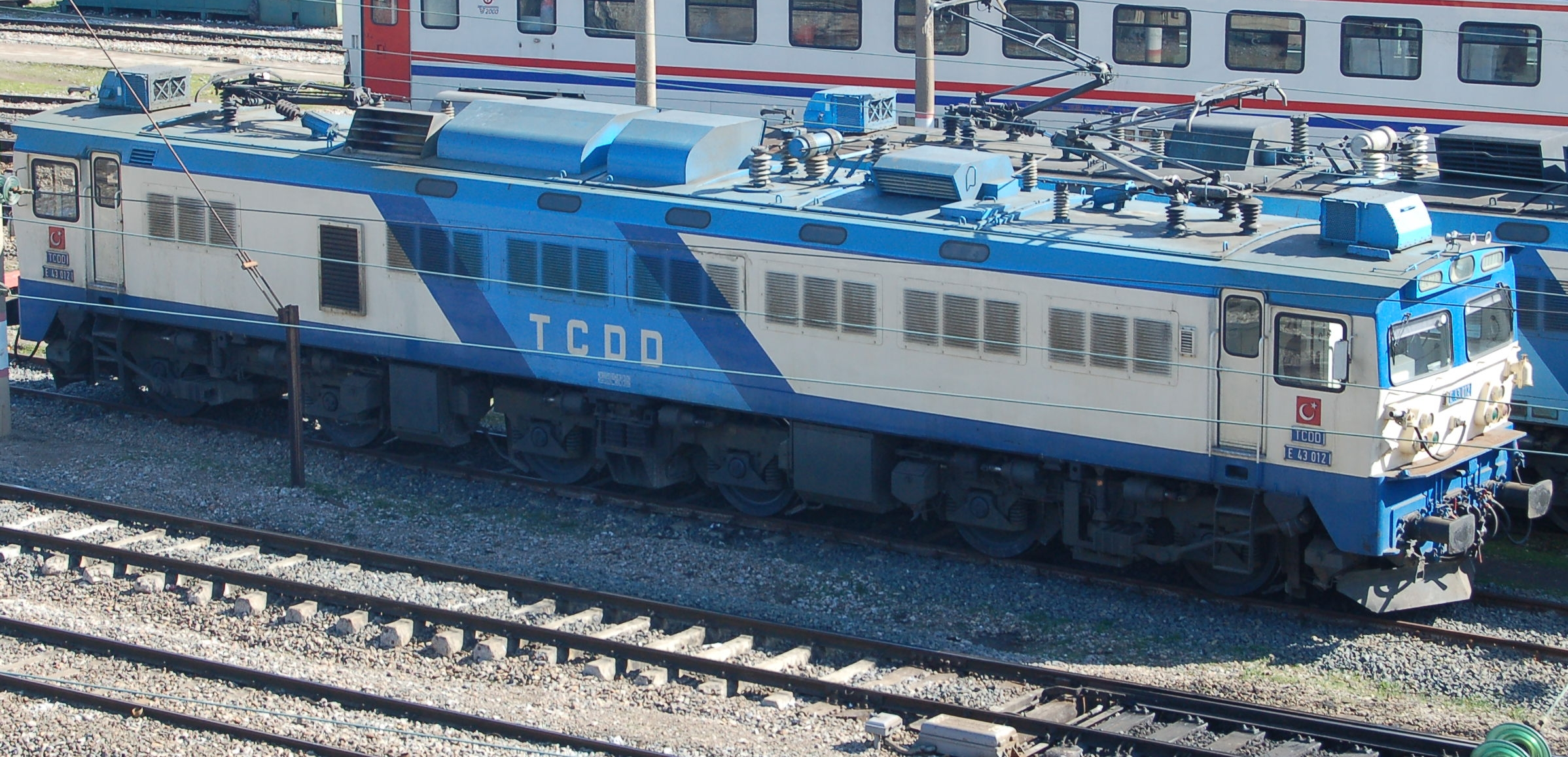
Une locomotive électrique E43000

Avec le succès de l'électrification des lignes de banlieue, les chemins de fer de l'État se sont tournés vers l'électrification des grandes lignes importantes. La principale raison en est que les pentes difficiles seraient plus faciles à gravir avec une traction électrique qu'avec une traction à vapeur ou diesel. Le 6 février 1977, la TCDD a terminé l'électrification ainsi que les principaux travaux de terrassement de la partie Gebze - Adapazarı de la ligne principale Istanbul - Adapazarı. Le chemin de fer national s'est alors tourné vers l'électrification de toute la ligne principale Istanbul-Ankara, pour tenter de sauver sa réputation en déclin. La construction a commencé en 1987. 45 nouvelles locomotives électriques E43000 ont été commandées à Toshiba et construites à Eskişehir par Tülomsaş, pour être utilisées sur la ligne. L'électrification a été achevée entre Arifye et Eskişehir et les trains électriques ont commencé à circuler en 1989. L'électrification a été connectée à Ankara en 1993. La principale route de minerai entre Divriği et İskenderun a été électrifiée en 1994 pour permettre aux trains lourds de monter plus facilement sur des pentes abruptes. Istanbul à Edirne et Kapıkule a été électrifiée en 1997 et 15 nouvelles locomotives électriques E52500 ont été livrées par ASEA en 1998. Pour tenter de relancer le réseau suburbain d'Izmir, les lignes Alsancak-Cumaovası et Basmane-Aliağa ont été électrifiées en 2001 et 2002 respectivement. Cependant, celle-ci n'ont pas du tout été utilisés. En 2006, les fils ont été retirés et la ligne a été entièrement ré-électrifiée entre 2006 et 2010. Cette ligne a ouvert le 30 août 2010, entre Alsancak-Cumaovası et le 29 octobre 2010, entre Alsancak et Aliağa.

## Plans futurs
Près de 1500 km de voies devaient être entièrement électrifiés en 2020.

## Sources et références
1. ↑  Difiglio, Güray et Merdan (2020).
2. ↑  Uysal, « TCDD Annual Statistics 2013 », Rail Turkey, 23 octobre 2014
3. ↑  « TCDD History, Electrification of the railways », Trains of Turkey
4. ↑  (en) 2019-11-12T06:00:00+00:00, « Turkey publishes 2020 rail plan », Railway Gazette International (consulté le 6 juillet 2020)